# 白鍾山
白鍾山（？—1761年），字毓秀，号玉峰，清朝汉军正蓝旗人。
雍正初年，白鍾山以户部笔帖式，多次擢升，官至江苏布政使。雍正末年参与河务水利，雍正十二年（1734年）授南河副总河，擢升为河东河道总督。乾隆年间，多次上疏筹措河标兵食、河工募夫银。乾隆四年（1739年）上疏请增建闸门，浚复漳水故道，以调节漳河、卫河水量济运。乾隆七年，调任江南河道总督，因陈家浦决口呈报不实，夺官。先后二任河东河道总督，二任江南河道总督，署理山东巡抚。乾隆二十二年（1757年）复为江南河道总督，筹划河工苇荡事宜及江南河务。当时黄河先后决口于张家路和孙家集，造成南高北洼，泥沙淤积，河床增高。他建议在南岸疏浚引河，加厚岸堤，在北岸增设土坝，以防河水改道。乾隆二十六年（1761年）去世。谥庄恪。